# Estación Puerto Deseado

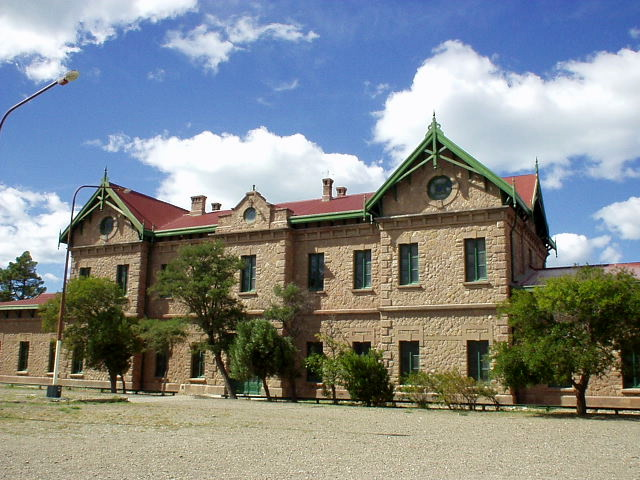
Vista actual del frente de la estación Puerto Deseado.

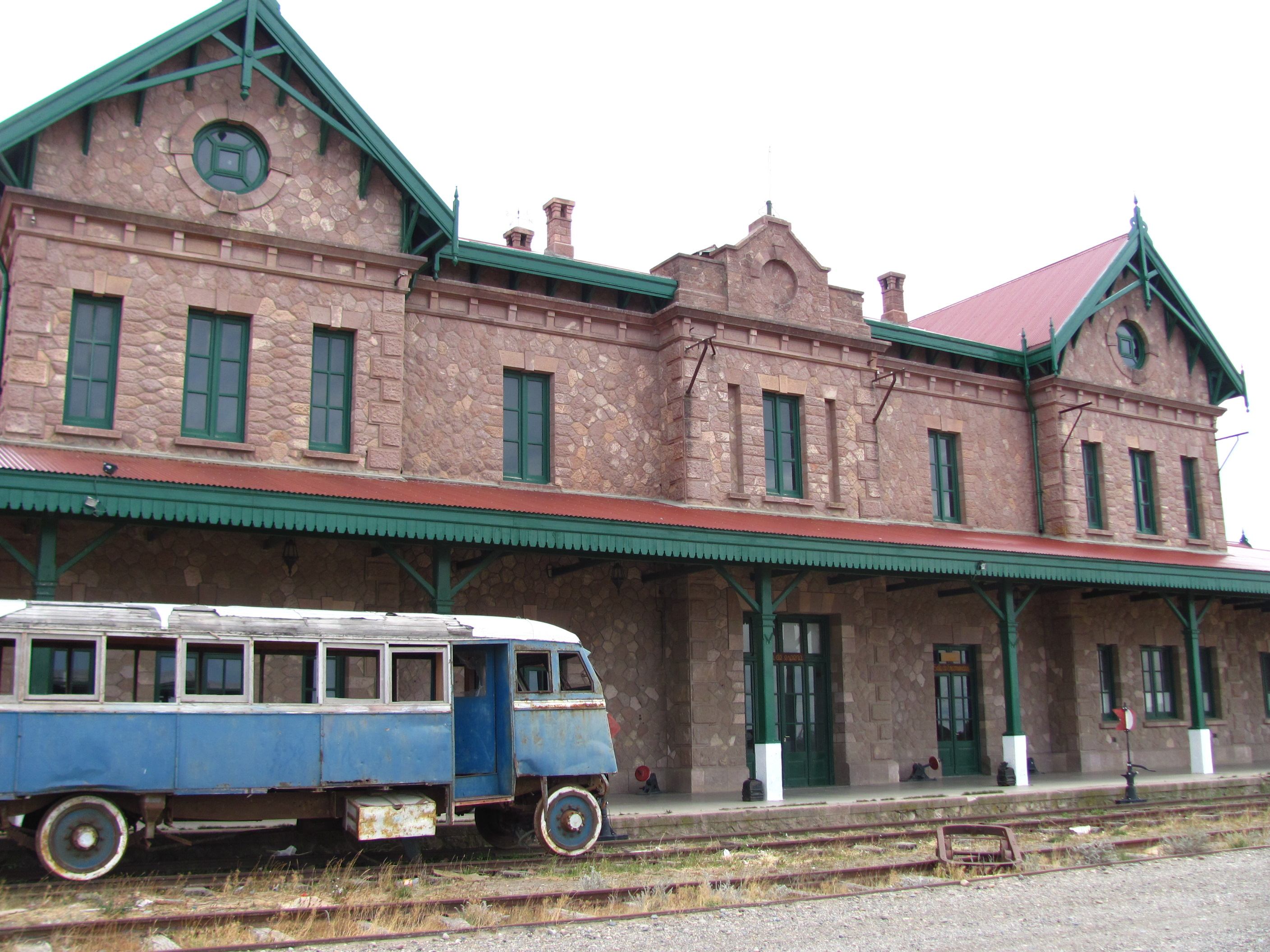
Vista de detalle de los andenes de la estación Puerto Deseado, que exhibe un antiguo ferrobús de estructura en madera. Aun conservaba su apartadero.

Puerto Deseado es una ex estación ferroviaria ubicada en la localidad del mismo nombre, en el Departamento Deseado, Provincia de Santa Cruz, Argentina. Es la primera estación del Ferrocarril Patagónico que unía este punto con Las Heras.

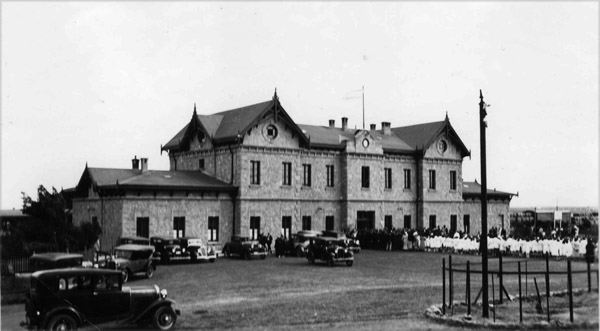
Vista de la estación hacia, aproximadamente, la década de 1930. Los autos y los chicos esperando sugieren que ésta es una ocasión especial.

## Toponimia
El pueblo, junto con la estación, recuerda al navío corsario «Desire» del marino Thomas Cavendish, del año 1586.

## Historia
Su historia inició en agosto de 1883. Tras un decreto firmado por el presidente Julio A. Roca se creó una estafeta de Correos; nombrándose encargado ad honorem a Cándido Chaneton, jefe de la Subprefectura Marítima. El jefe junto a su personal eran entonces los únicos habitantes del lugar. En enero de 1902 llegó el tendido de la línea telegráfica, inaugurándose en reemplazo de aquella una oficina postal y telegráfica, cuyo primer jefe fue José A. Díaz.Puntualmente, la construcción del edificio inició  en septiembre de 1910. Desde que se inició hasta la culminación de la obra, tuvo una demora de dos años; esto se debió especialmente a la reducción de personal producida en esos años. Para dicho plan de obra estuvieron abocados albañiles, carpinteros y picapedreros.
La estación aun en funcionamiento fue inmortalizada en la película La Patagonia Rebelde del año 1974. En ella, se puede ver desde el momento 1:08 a la locomotora que ejecutaba los servicios de carga con dos coches para pasajeros históricos saliendo de su andén. Además, se observa material rodante como chatas de carga y un cartel nomenclador antiguo con el nombre de la estación. Por último, la película histórica muestra la formación a vapor con los coches pasajeros pasando por el punto próximo el cañadón Quitapenas.
El tren circuló por última vez en julio de 1978.

### Después de la clausura
En 1980 una cruzada de seis ferroviarios que se interpusieron, en inmediaciones de la estación, con sus autos para que no se lleven el último vagón. La iniciativa heroica logró el recupero y posteriormente restaurarlo para su exhibición en la plaza céntrica de Puerto Deseado. El mismo, según dicen, habría sido utilizado por el coronel Héctor Varela durante las huelgas y manifestaciones de los peones rurales en los sucesos de la Patagonia Rebelde.
El edificio de la exestación fue declarado Monumento Histórico Municipal en el año 1990 y de interés turístico nacional en el año 1991.
En el año 2003 los ex ferroviarios irrumpieron para recuperar y empezar a restaurar la estación, logrando reabrirla de nuevo. También, se pusieron en acción reabrir el histórico bar de la estación para una cervecería artesanal "La Cueva".
Desde el año 2004 funciona en este edificio el Museo del ex Ferrocarril Patagónico. Este museo depende de la Asociación Ferroviaria 20 de Septiembre. El nombre de la asociación proviene de ser ese día del año 1909 cuando la locomotora n.º 163 recorrió los primeros 1000 metros de este ramal. Se exhiben fotografías y textos con datos que explican la historia del Ferrocarril Patagónico, desde su creación en 1909 hasta su cierre en 1978. 
Desde el año 2000 la Asociación 20 de Septiembre integrada por ex ferroviarios tomó la decisión de entrar en esta Estación y preservar este patrimonio el patrimonio que sobrevivía. Gracias a esto, un museo surgió a partir de la inquietud de ex ferroviarios y colaboradores quienes en el año 2003 lograron recuperar la estación y parte de la historia de la localidad de Puerto Deseado. El museo es íntegramente manejado por ex ferroviarios, quienes trabajan por la conservación del espíritu ferroviario tan particular del lugar, el que hasta su cierre constituyó una institución central para la vida social y la actividad económica local.
Desde entonces el museo ferroviario ocupó la planta baja del edificio de la estación mientras que la planta alta y altillo estuvieron desocupadas por varios años. Posteriormente, en la primera planta se realizan distintos tipos de exposiciones temporarias que desde 2019 terminaron de dar forma a un nuevo museo conocido Museo del Pueblo. En los últimos años los pobladores pudieron reunir gran variedad de elementos antiguos de la vida cotidiana de los pioneros deseadenses a lo largo de las dos plantas restantes de la exestación. 
Para el año 2007 se logró la reapertura del histórico bar de la estación que fue convertido en una cervecería artesanal "La Cueva".
Los años sin actividad llevaron a que la vía dejara de unir a la estación con su ramal. Para remediar la situación se ejecutaron trabajos entre el 7 y 17 de agosto de 2014 con colaboración de alumnos de la UCA,  la Municipalidad de Puerto Deseado, la Administración General de Vialidad Provincial y la Administración Portuaria y empresas locales. El esfuerzo culminó con el regreso de un vehículo ferroviario a la estación por primera vez desde 1978, volviendo a unir la cabecera con la vía troncal. Esto se llevó a cabo trasladando parte de la vía muerta de los desvíos para reconstruir los 800 faltantes de la vía principal. Gracias a esto, en el transcurso de 2014 se posibilitó la operación de zorras para el traslado turístico.
Desde entonces una dresina pudiera circular por las vías del tramo Deseado - Tellier. El viaje estuvo a cargo de la asociación 20 de Septiembre y en 2013  transportó en sus recorridos al entonces gobernador Daniel Peralta. En 2016 se anunciaba que el museo de la estación abría de 9 a 12 hs y de 16 a 19. Además, por la tarde también se realizaba un paseo en zorra hacia Tellier que tuvo un valor de $50. Los viajes se ejecutaban para los sábados y fueron promocionados por la página municipal. Notoriamente, solo se llegó a solicitar la compra de algún artículo de la asociación ferroviaria para poder pasear en el vehículo ferroviario. El viaje dejó de ser anunciado por la asociación y la municipalidad desde entonces. Esto sugeriría su suspensión.
El edificio recibió en 2021 una importante obra de mejora por parte de la municipalidad: mejora de la luminaria de los cordones, emplazamiento de canteros y bancos para disfrutar de la zona externa del edificio.

## Funcionamiento

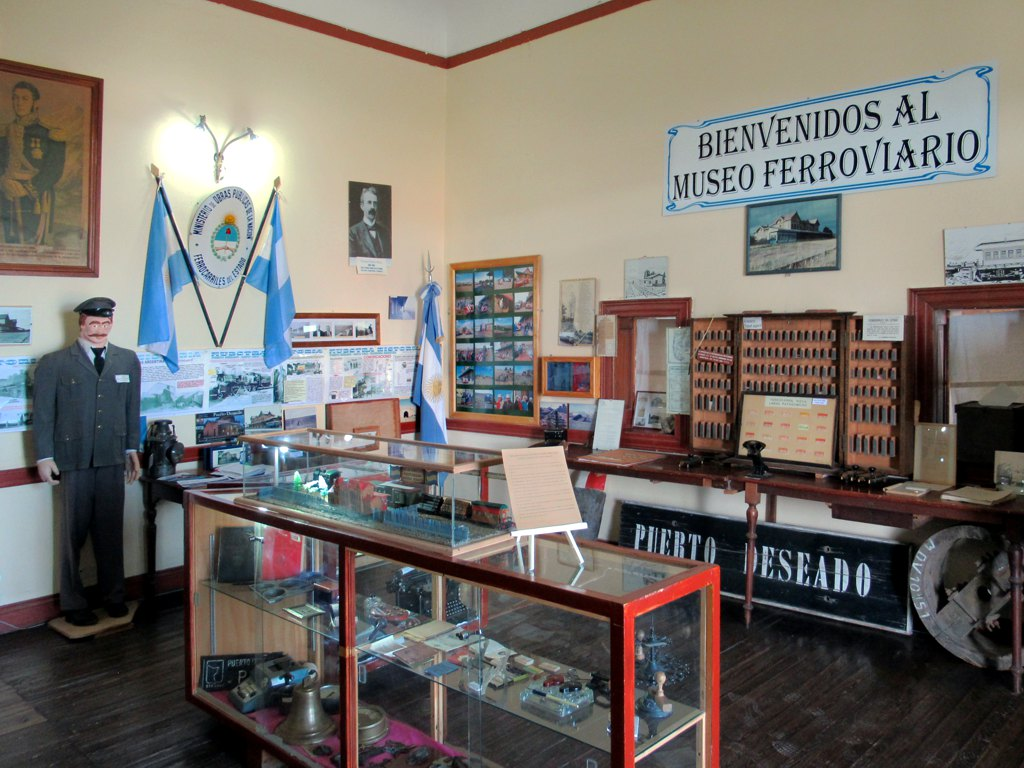
Interior de la exestación transformado en Museo Ferroviario

El análisis de itinerarios de horarios lo largo del tiempo confirman que fue la estación más importante y punto de partida de las formaciones ferroviarias. 
El primer informe de horario fue publicado en 1920 con datos vigentes desde el 20 de noviembre de 1917. El documento expuso que los trenes mixtos partían los lunes y jueves desde Deseado a las 8:00 horas y arribaban a las 18:40 a Las Heras. Mientras que el regreso era los martes y sábado desde las Heras a las 8:30 horas con arribo a Deseado a las 17:30. La carrera pendiente abajo desde Las Heras era de 1 hora menos y luego se redujo a 30 minutos. Por último, el itinerario informó gran movimiento de cargas totales durante parte de 1918 por 16.663 toneladas de los cuales se correspondieron a 969 toneladas de ganado (933 fueron ovejas), cereales 248 toneladas (una tonelada de avena y 247 de maíz), productos forestales (1204 de maderas varias, 1 tonelada de carbón, 170 de leña, postes y varillas 622) y 13449 de artículos varios (4904 toneladas de lana y gran variedad de cosas). De este modo, el puerto de Deseado confirmó desde el inicio su gran papel para enviar y recibir las diversas cargas de este ferrocarril.

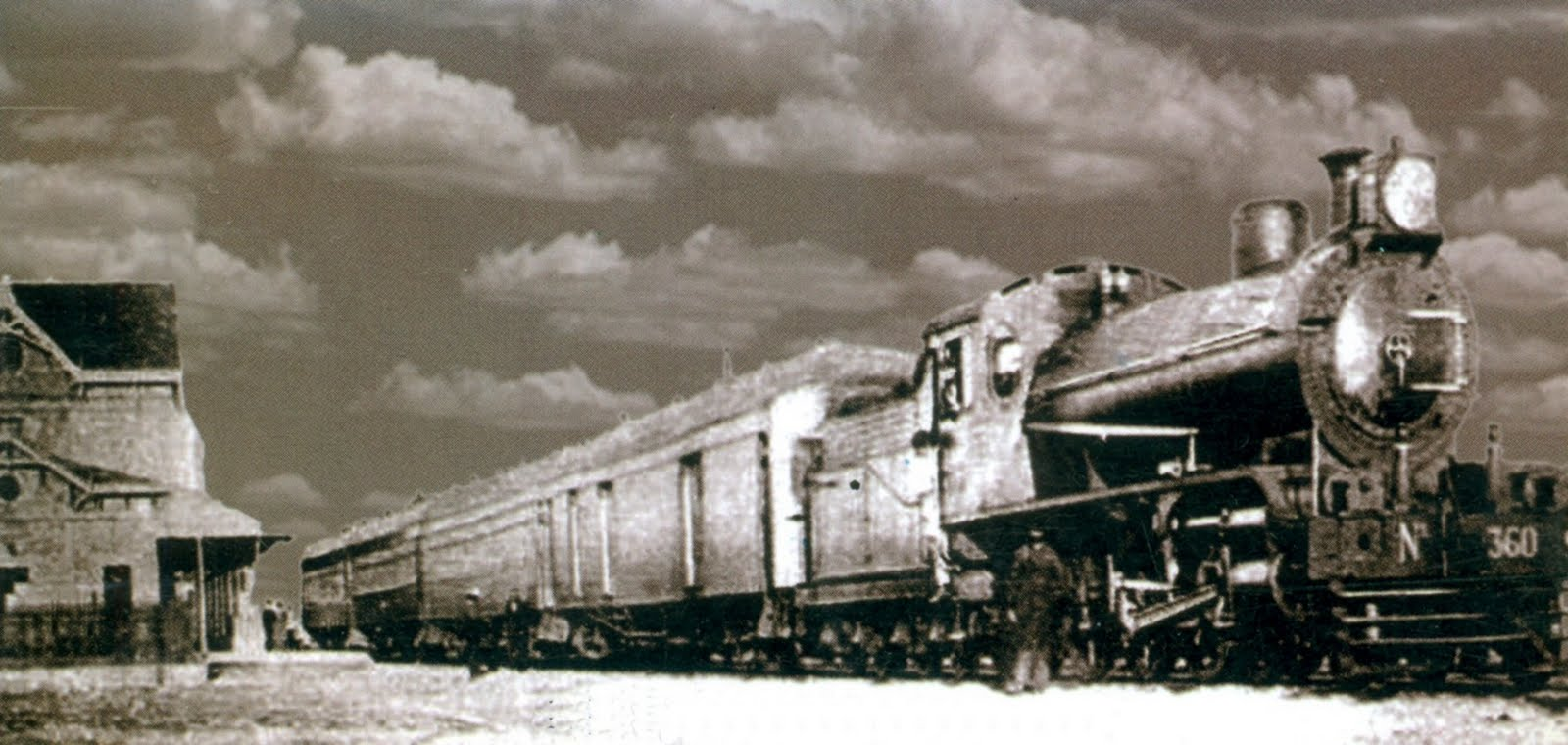
Formación mixta en el andén de la estación.

El segundo informe de horario tuvo lugar el 1 de noviembre en 1928. El documento expuso que los trenes mixtos partían los lunes y jueves desde Deseado a las 9:00 horas y arribaban a a las 18:30 a Las Heras. Mientras que el regreso era los miércoles y sábado desde las Heras a las 9:00 horas con arribo a Deseado a las 17:30. La carrera pendiente abajo desde Las Heras era de 1 hora menos y luego se redujo a 30 minutos. Por último, el itinerario informó que los trenes estaban provistos por coche comedor y distinguían entre primera y segunda clase. El tren unía los 20 kilómetros de distancia con Tellier en 1:05. 
El itinerario de 1930 no informó variaciones significativas respecto al itinerario de 1928. Los trenes mixtos siguieron operando los lunes y jueves desde Deseado a las 9:00 horas y arribando a a las 18:30 a Las Heras. Mientras que el regreso era los miércoles y sábado desde las Heras a las 9:00 horas con arribo a Deseado a las 17:30. Además, se expuso información precisa de las tarifas: hacer todo el viaje del ferrocarril en primera costaba $24.05 o $13.60 en segunda. En tanto, para tramos simples como Deseado - Tellier era $1.80 en primera clase o $1.00 para la segunda. 
El itinerario de 1934 brindó información extensa del ferrocarril. El servicio tuvo cambios significativos y era ejecutado por trenes mixtos los días jueves y domingo. El viaje a vapor fue mejorado en sus tiempos; partía a las 9 de Deseado para arribar a Las Heras 17:30. Gracias a esto el ferrocarril completó el recorrido en una hora menos; mientras que la distancia Deseado - Tellier pasó a ser ejecutada en 45 minutos. En tanto, la vuelta se producía los días martes y viernes desde las 9 con arribo a estación Puerto Deseado a las 17:00. El último dato significativo, fue la descripción implícita de un ramal al Muelle que iniciaba en forma negativa tras pasar por la estación matriz y que tenía un largo de 1.600 metros y facilitaba la operaciones de carga y descarga en la terminal portuaria.
Desde el informe de 1936 se observó una de las mayores mejorías en los servicios de este ferrocarril. El miércoles partía el tradicional tren mixto desde Deseado a las 9:00 con arribo a Las Heras a las 17:30. Luego, el viernes retornaba desde Las Heras desde las 9 para arribar a las 17:00 a Deseado. Por otro lado, el servicio de los lunes partía a las 9:30 y alcanzaba Las Heras a las 16:15. El mismo estuvo marcado por la introducción de ferrobuses diésel que aceleraron los tiempos del ferrocarril en 6:15 minutos. Para entender la mejoría de los viajes del ferrocarril se puede ver el ejemplo del tren a vapor que partía desde estación Puerto Deseado, en un principio unía en 1:05 minutos este punto con Tellier, para luego ser mejorado en 1936 a 55 minutos. Mientras que desde la introducción de los ferrobuses se alcanzaba este punto en 36 minutos. El viaje de regreso se producía el martes desde las 9:30 con arribo a Deseado a las 16:15.
Otro informe de 1938 mostró la continuidad del servicio ejecutado por ferrobuses. Las condiciones de 1936 se mantuvieron sin modificaciones. Sin embargo, se mostró los horarios de todos los puntos que eran recorridos por ferrobuses; inclusive de las que eran paradas optativas. El ferrobús unía la distanciada con Tellier en 25 minutos, mientras que a vapor la misma distancia era de 55 minutos.
El itinerario de Ferrocarriles del Estado del 15 de diciembre de 1940 se comunicó la existencia de dos tipos de servicios. El primero se ejecutaba los jueves con trenes mixtos desde las 9 con llegada a Las Heras a las 17:30; el regreso se operaba el sábado desde las 9 con arribo a Deseado a las 17. Además, se informó un servicio de pasajeros ejecutado con ferrobuses los lunes desde las 11 con arribo a Las Heras a las 16:50. En tanto, los martes desde las 11 emprendía su regreso con arribo a Deseado a las 16:25. Como detalle sobre saliente, el itinerario mencionó por primera vez la existencia del ramal al Muelle; el cual iniciaba en forma negativa en el kilómetro -0.22 (medición tomada tras pasar previamente por la estación matriz) y finalizaba en el punto -1.10 que daba al puerto de la ciudad. Algunos datos que se brindaron fueron: sus rieles provistos por el FCCA (podían resistir el mayor peso  de todo el ferrocarril en conjunto), durmientes de madera (como todo el ferrocarril) y su terraplén estaba construido con ripio arenoso (material predominante en toda la línea férrea).
El itinerario de 1946 comunicó condiciones similares a los anteriores. No obstante, se presentó el abandono de los ferrobuses en favor del vapor. De esta forma, los viajes fueron ejecutados por trenes mixtos que partían con coche comedor los lunes desde Puerto Deseado a las 9:00 horas con arribo a las 17:30 a Las Heras. Luego, el regreso se producía el miércoles desde las 9:00 con arribo a Deseado sobre las 17:00 horas. La distancia con Tellier pasó a 45 minutos.

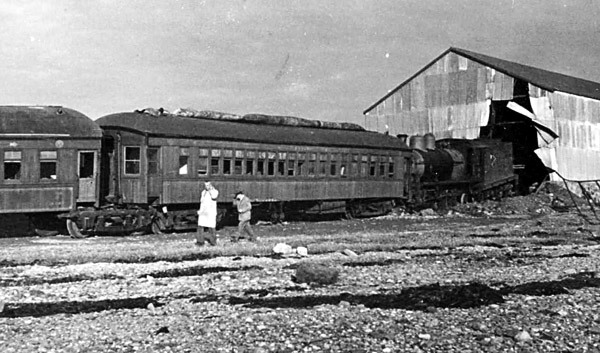
El accidente más grave del ferrocarril ocurrido en Puerto Deseado. El mismo trascendió sin víctimas.

El mismo itinerario de 1946 fue presentado por otra editorial y en él se hace mención menos detallada de los servicios de pasajeros de este ferrocarril. En el documento se confirmó las mismas condiciones del itinerario anterior. Por otro lado, las tarifas mantuvieron los valores y secciones de 1938.
El 10 de diciembre de 1948 fue presentado un itinerario que representó el momento de auge del ferrocarril, ya que se mostraron dos servicios de pasajeros y tres de cargas; de las cuales una fue completamente novedosa. El documento informó por primera vez una serie de desvíos auxiliares desde Puerto Deseado a Tellier. En cuanto a los servicios de pasajeros, fueron ejecutados por trenes mixtos los lunes con salida desde estación Deseado a las 8 y las 9 y arribo a las Heras a las 17:45 y 18:00; mientras que los regresos se producían los miércoles desde las 7:30 y 9:00 con arribo a Deseado a las 16:30 y 17:30. En cambio, las cargas tuvieron uso condicional  en todos los casos. Se distinguieron con 3 frecuencias y dos tipos de viajes: la primera frecuencia de cargas salía los viernes desde las 8 y arribaba a Las Heras a las 18:00 (el viaje más rápido de este tipo) y la vuelta se producía el sábado en iguales términos que la ida. El segundo viaje era mucho más largo al partir martes, viernes y domingo de Deseado a las 12:00 y llegar a Las Heras a las 00:00; mientras que la vuelta se llevaba a cabo los martes, jueves y domingo o deforma optativa los lunes, miércoles y sábado desde las 16:00 con llegada a Deseado a las 4:00 a. m.. La última línea de cargas partía los jueves y sábado a las 14:00 desde Deseado y arribaba a Pampa Alta a las 15:35; la vuelta se producía desde la 16:10 con arribo a Deseado a las 17:45. Además, había otro servicios de trenes auxiliares que recogía vagones dejados en los desvíos auxiliares por los otros dos servicios de cargas los martes, viernes y domingo desde Km 15 a 12:35 y arribo a Deseado a las 13:05.    
El último informe de horarios de noviembre de 1955 expuso cambios significativos: todos los servicios de pasajeros pasaron a ser operados por ferrobuses. Además, se modificaron los horarios y días; partiendo el coche motor desde Deseado los lunes, miércoles y viernes a las 13:30 con arribo a Las Heras a las 19:15 horas. El regreso se producía desde Las Heras martes, jueves y sábados con partida a las 13:30 con arribo a deseado a las 18:45. Por último, se informó la novedad de la incorporación formal del apeadero Km 8 como punto más próximo a esta estación. El coche motor tardaba en unir Deseado con Km 8 unos 16 minutos.
En todos los documentos analizados la estación fue llamada Puerto Deseado. Sin embargo, los itinerarios 1934, 1938, 1940, 1946, 1948 y 1955 abreviaron el nombre a Pto. Deseado. De esta manera, se empezó a ser énfasis en esa sección del nombre. Hoy en día el nombre Puerto Deseado es presentado, a veces, totalmente abreviado a Deseado. Por consiguiente, el acortamiento del nombre se terminó imponiendo al departamento Deseado, al que nuevo ferrocarril Deseado (reactivación fraudulenta del ferrocarril) y se volvió el apodo de la localidad.

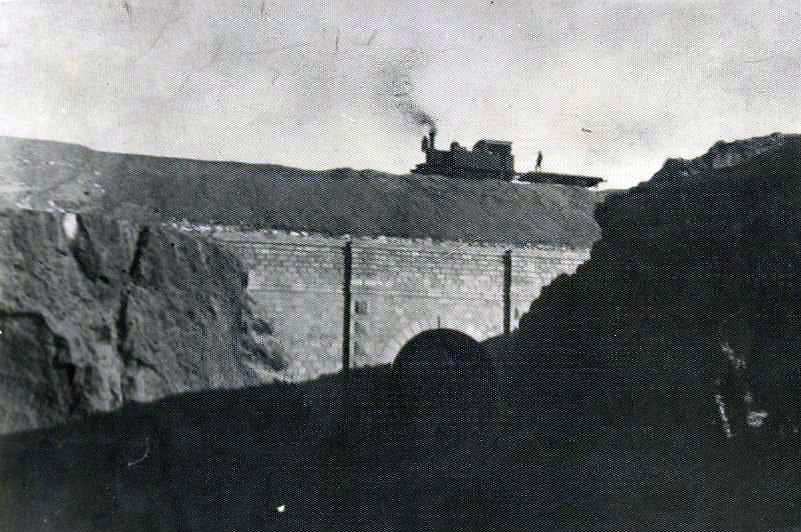
El mítico puente ferroviario sobre el cañadón Quitapenas en Puerto Deseado.

### Colección de Boletos
Una extensa colección de boletos de este ferrocarril confirma a Puerto Deseado como punto concurrido con boletos a diferentes estaciones o del viaje completo entre las puntas de rieles. En todos los boletos figura como Puerto Deseado a secas.

## Características

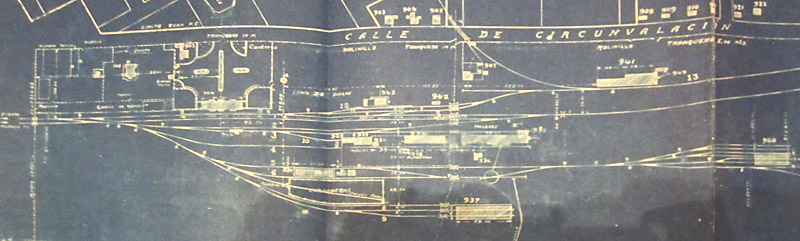
Plano de la extensa playa de maniobras de la estación Puerto Deseado continuando las vías el muelle a la izquierda; mientras que a la derecha rumbo a Las Heras.

El edificio de la estación se destaca por sus grandes dimensiones (aproximadamente de 50 m de largo x 20 m de ancho). Tanto para el edificio, como para todas las demás obras de mampostería, se extrajeron rocas ignimbríticas de la cantera cercana al puerto revestido. Las mismas fueron canteadas por picapedreros yugoslavos que se habían asentado en la ciudad de Puerto Deseado a comienzos del siglo XX. Constituyó el edificio más grande de Puerto Deseado hasta la construcción de Hospital a fines de la década de 1970. En su interior existían gran cantidad de oficinas, y fue planificado para albergar y ser la sede central del Ferrocarril Patagónico que iría hasta el Nahuel Huapi.
Su disposición general fue igual a la establecida en el proyecto, habiéndose introducido algunas reformas en sus detalles, la más importante de las cuales fue la construcción de los techos de cemento armado con metal Hy-rib en vez de chapas de hierro galvanizado que habrían dado problemas. El Hy-rib es un sistema británico de marca registrada de placas de acero perforado y galvanizado, usadas como moldes para techos, etc. de hormigón. El techo ha sido terminado con una capa de ceresita impermeable, que luego se ha amosaicado con pintura especial “Truscon” de dos tonos. Las ventanas que son de cedro y las puertas de esa misma madera y de “Spruce”, fueron compradas en Buenos Aires, así como los herrajes que son de bronce niquelado. La escalera principal que es de cedro, la de acceso a la bohardilla que es de pino tea, así como todo el resto de la carpintería del edificio ha sido ejecutado por operarios de esa construcción. Todos los detalles de construcción, como ser proporciones de las mezclas, confección de techos, enmaderado de los pisos, espesores de las juntas, mezclas para revoques, pinturas, ensambladuras, etc. se han hecho de acuerdo con las instrucciones técnicas remitidas por el Ministerio de Obras Públicas y Agricultura de la Nación.

### Infraestructura
El primer documento que detalló el equipamiento de este punto fue el itinerario de 1934. El mismo detalla que Puerto Deseado estaba dotada de:
- Guinche 16 toneladas.
- Apartadero 454 m.
- Báscula de vagones, 70 toneladas.
- Depósito para 1500 toneladas de carbón.
- Corral 780 m2 (el más grande del ferrocarril).
- Galpón de carga de 118.44 m2.
- Galpón para 13 máquinas.
- Galpón para 6 coches-motores.
- Talleres de metales y maderas.
- Tanque petroleros provisorio 36m3.
- Tanques de agua 49m3.
- Puente giratorio.
- Tren auxiliar 15 toneladas.
- Desvíos 5243 m (la mayor concentración de metros).
- Rampa de costado.
- 2 máquinas de maniobras.
- 7 máquinas de reserva.
- La estación en construcción con muchos de los depósitos y galpones de su gran playa de maniobras a pleno funcionamiento. El mayor de todo es el depósito de locomotoras.1 vehículo de inspección.

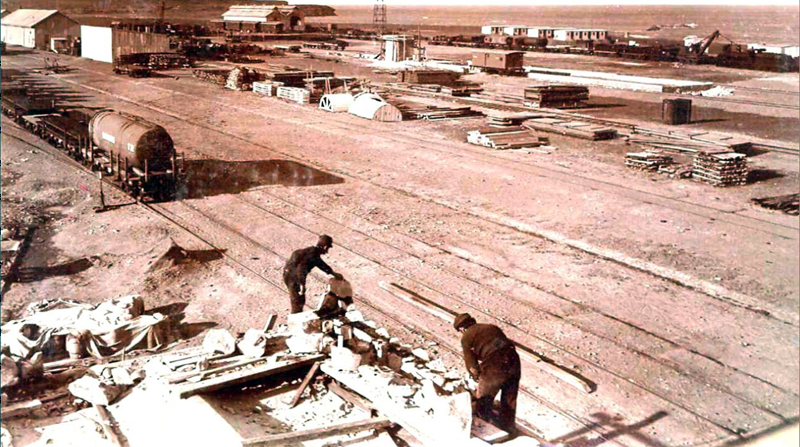
La estación en construcción con muchos de los depósitos y galpones de su gran playa de maniobras a pleno funcionamiento. El mayor de todo es el depósito de locomotoras.

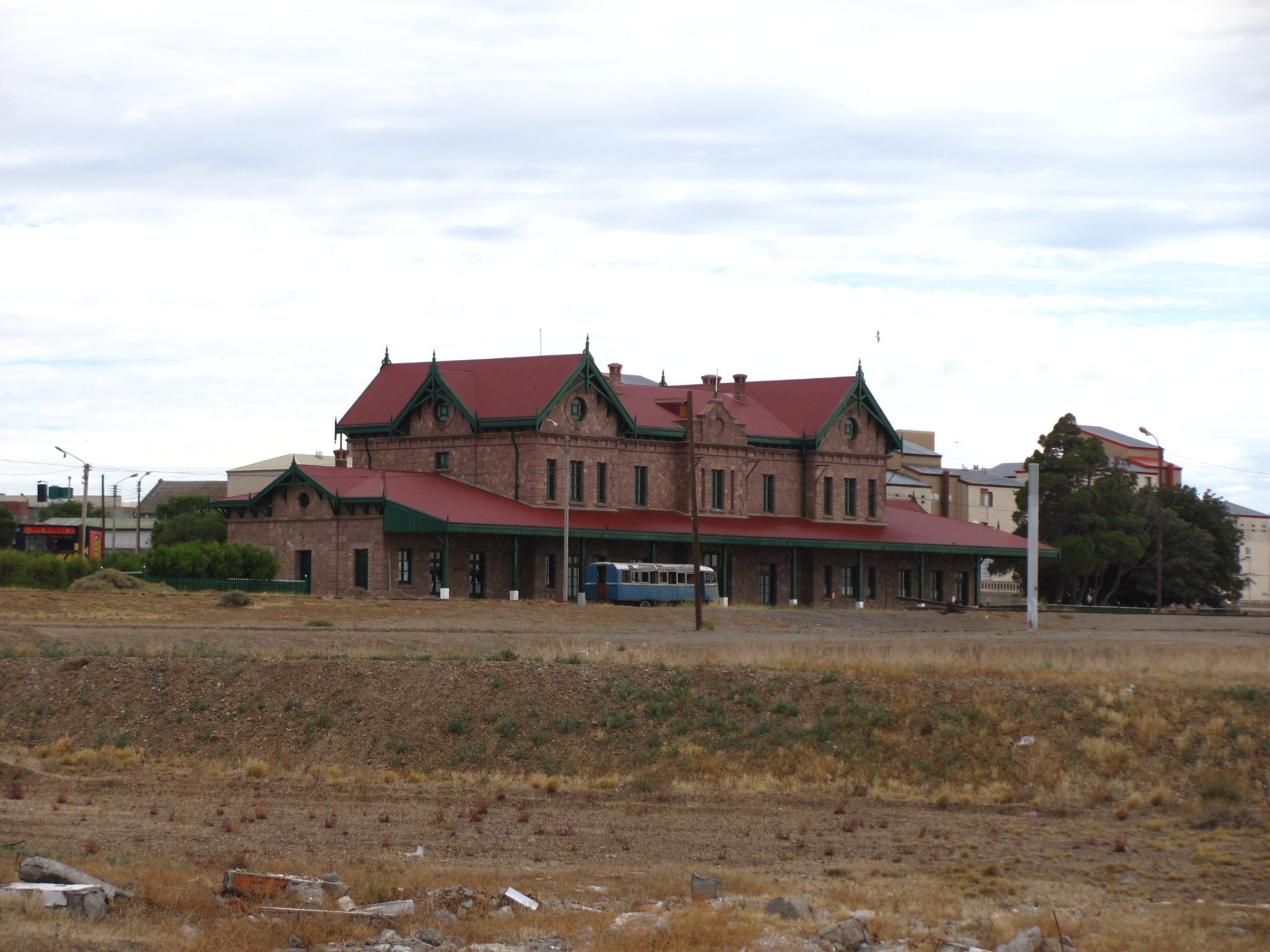
Vista actual de la parte de atrás de la estación Puerto Deseado.

Posteriormente, un informe de 1958 detalla que fue clasificada de como de primera categoría con servicios de carga, pasajeros, encomiendas, telégrafos y hacienda (P. E. C. T. H). Al ser la estación más importante de la línea, y la que iba a ser la más importante de la región, fue dotada por su infraestructura y tamaño de la categoría de estación de primera clase con una extensa infraestructura que incluyó:
- Frigoríficos.
- Muelle, larga 50 m.
- Báscula de vagones, 70 toneladas.
- Almacenes.
- Galpón de máquinas.
- Galpón de coches-motores.
- Talleres de metales y maderas.
- Tanques petroleros.
- Tanques de agua.
- Puente giratorio.
- Desvíos particulares 5.579 m o 6.314 m para:
  - CAP frigorífico "Habilitado únicamente para el recibo y despacho de cargas por vagón completo únicamente."
  - SA Importadora y Exportadora de la Patagonia "Habilitado únicamente para el recibo y despacho de cargas por vagón completo."
  - Cía. Argentina del Sud "Habilitado únicamente para el recibo y despacho de cargas por vagón completo únicamente."
  - Dirección General Ingenieros del Ejército "Habilitado únicamente para el recibo y despacho de cargas por vagón completo."
  - Dirección General de Armada Argentina "Habilitado únicamente para el recibo y despacho de cargas por vagón completo."
- Empalme con las líneas de la Administración General de Puertos.

El puerto era donde llegaban todas las cargas y se construyó posterior a esta estación. Por lo que el inicio de la línea no estaba aquí, sino más hacia el este en dirección al mar.

## Vagón histórico
Puerto Deseado mantiene un vagón histórico de la línea, ubicado en la esquina de las calles San Martín y Almirante Brown. El Coche Reservado N.º 502, fue construido en la fábrica Lancaster de Inglaterra en 1898. El mismo prestó su primer servicio en el Ferrocarril Andino, primera línea ferroviaria de las provincias de Mendoza y San Juan. Entre 1909 y 1978 prestó servicio en el Ferrocarril Patagónico, siendo protagonista en las operaciones militares y huelgas de los peones rurales de la Patagonia Rebelde. En 1974 el coche formó parte de la película de los hechos, como así también la estación Deseado. Tras el cierre del ramal, el vagón se remató y quedó en manos del pueblo de Puerto Deseado por una movilización popular. Fue declarado «Monumento Histórico Provincial» de Santa Cruz por la Ley 1373 de 1980.

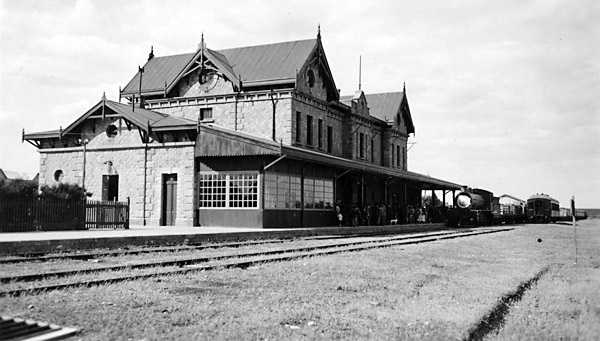
El lado de la plataforma del edificio de la estación Puerto Deseado en 1936, con una porción de la plataforma encerrada, posiblemente para uso como restaurante.

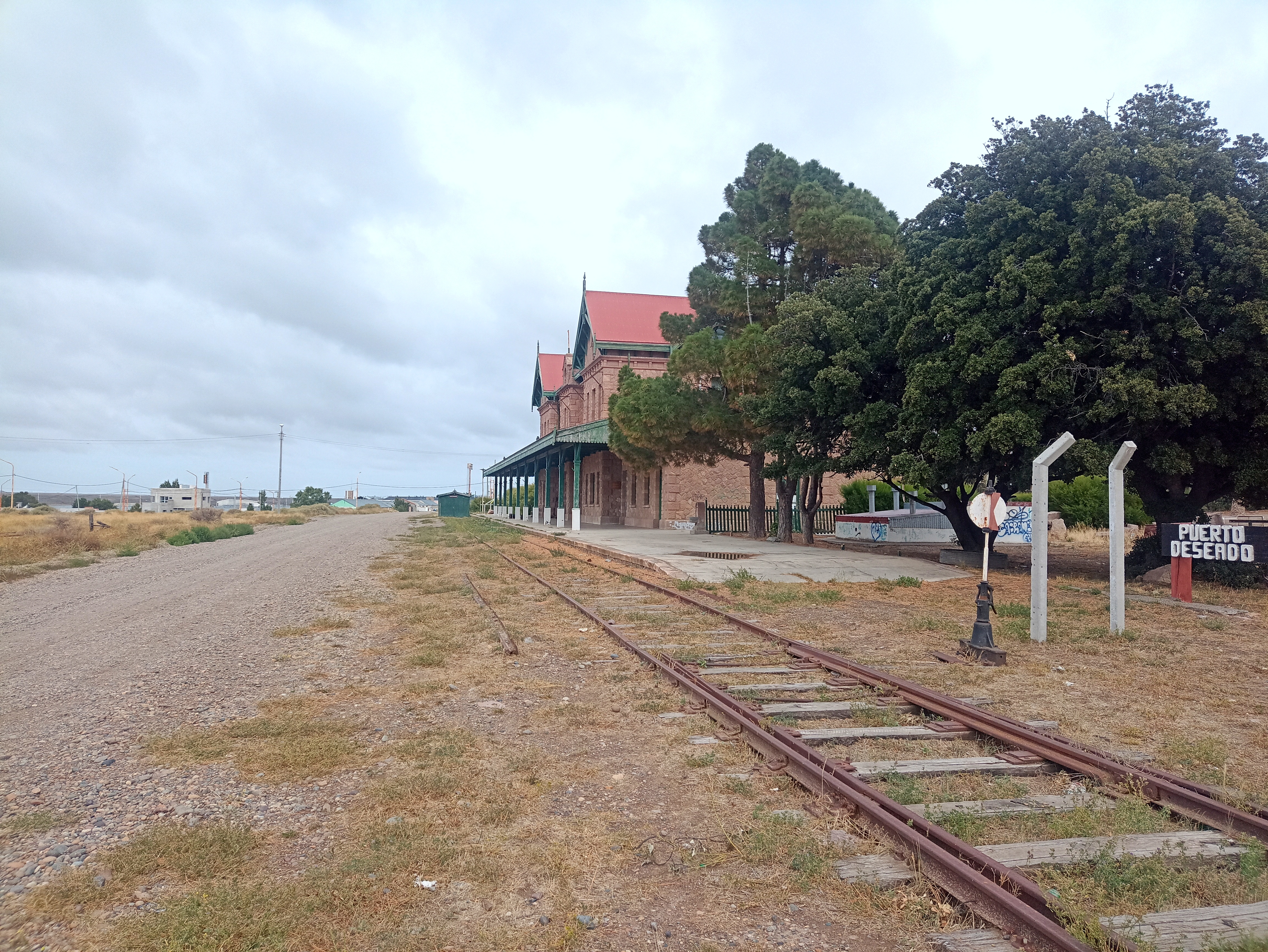
La estación sin sus desvíos que fueron suprimidos y su apartadero para abrir una calle.
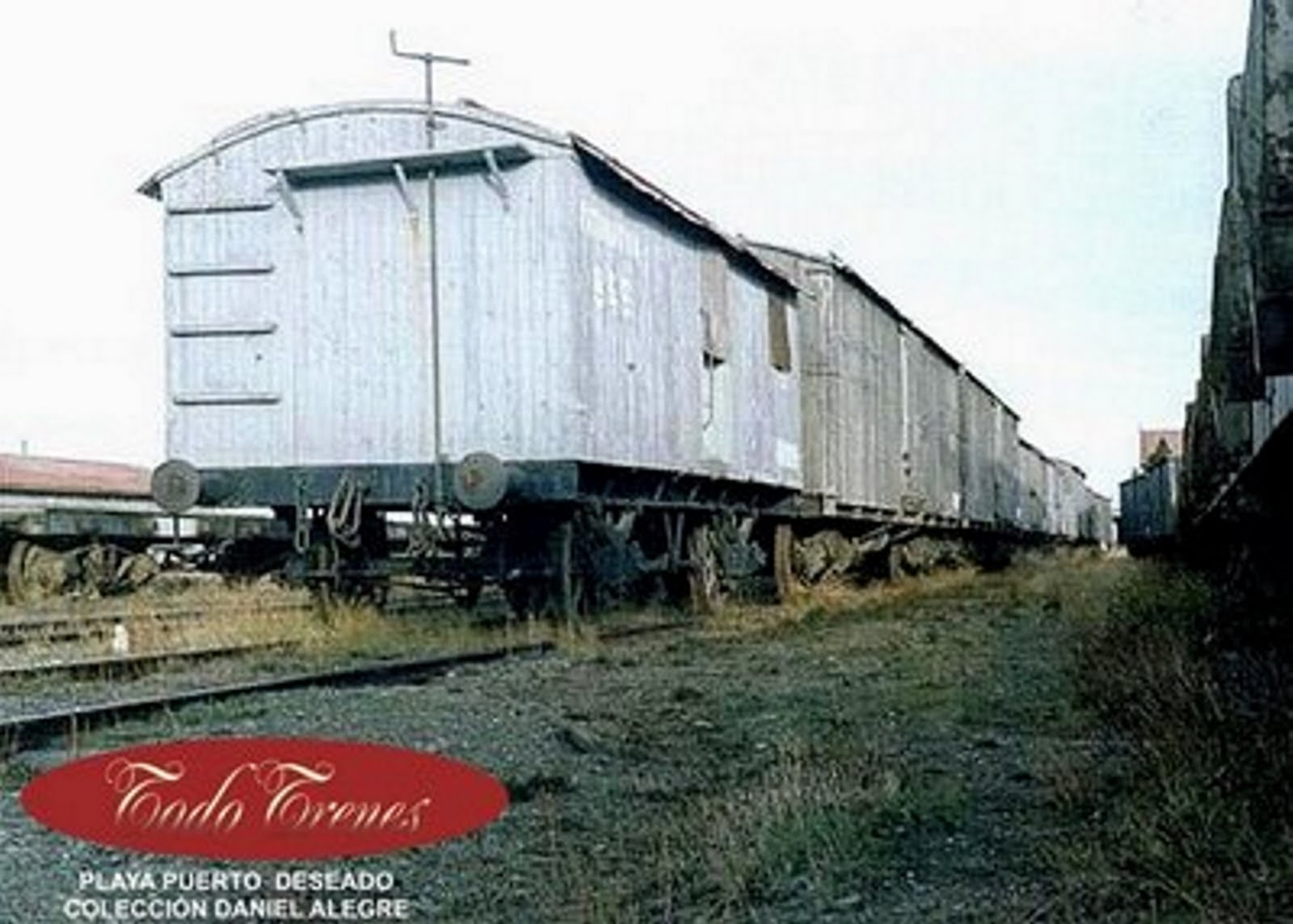
Material rodante sobre los desvíos de la estación a fines de los setenta.
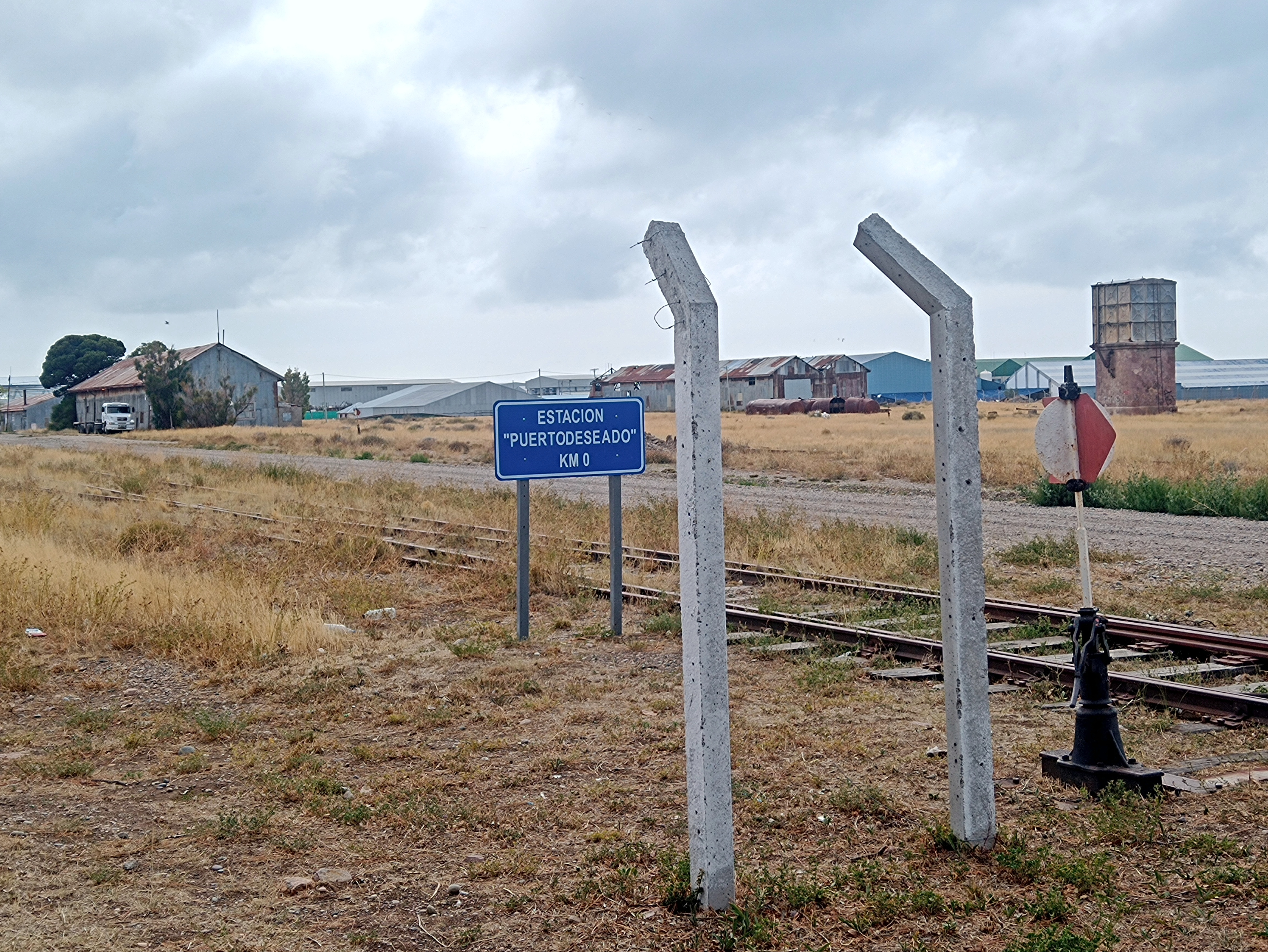
Nueva cartelería que señaliza todo el ferrocarril con los galpones, cambiadores y tanque de fondo.
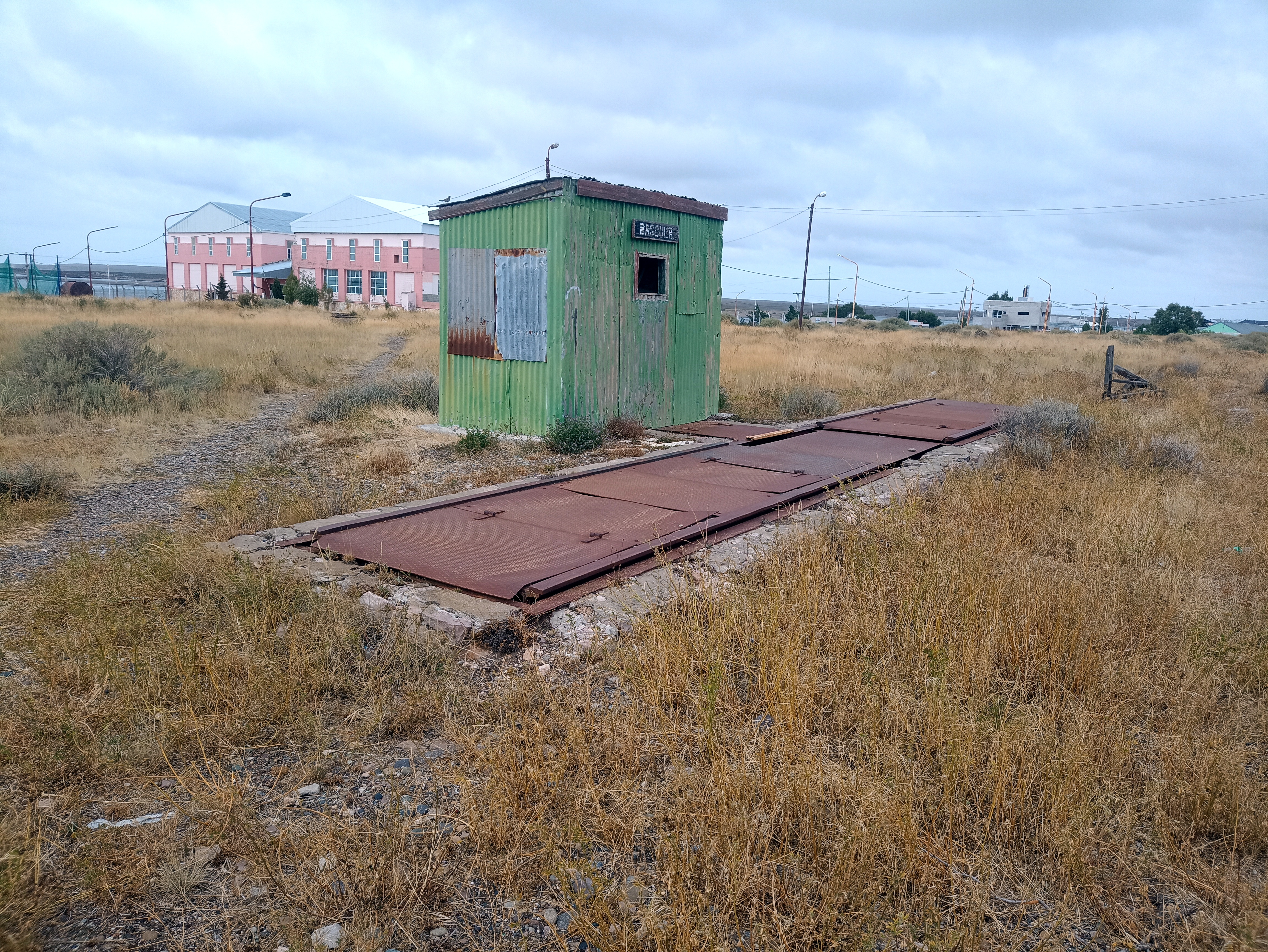
Báscula en perfecta conservación frente al andén de la estación.
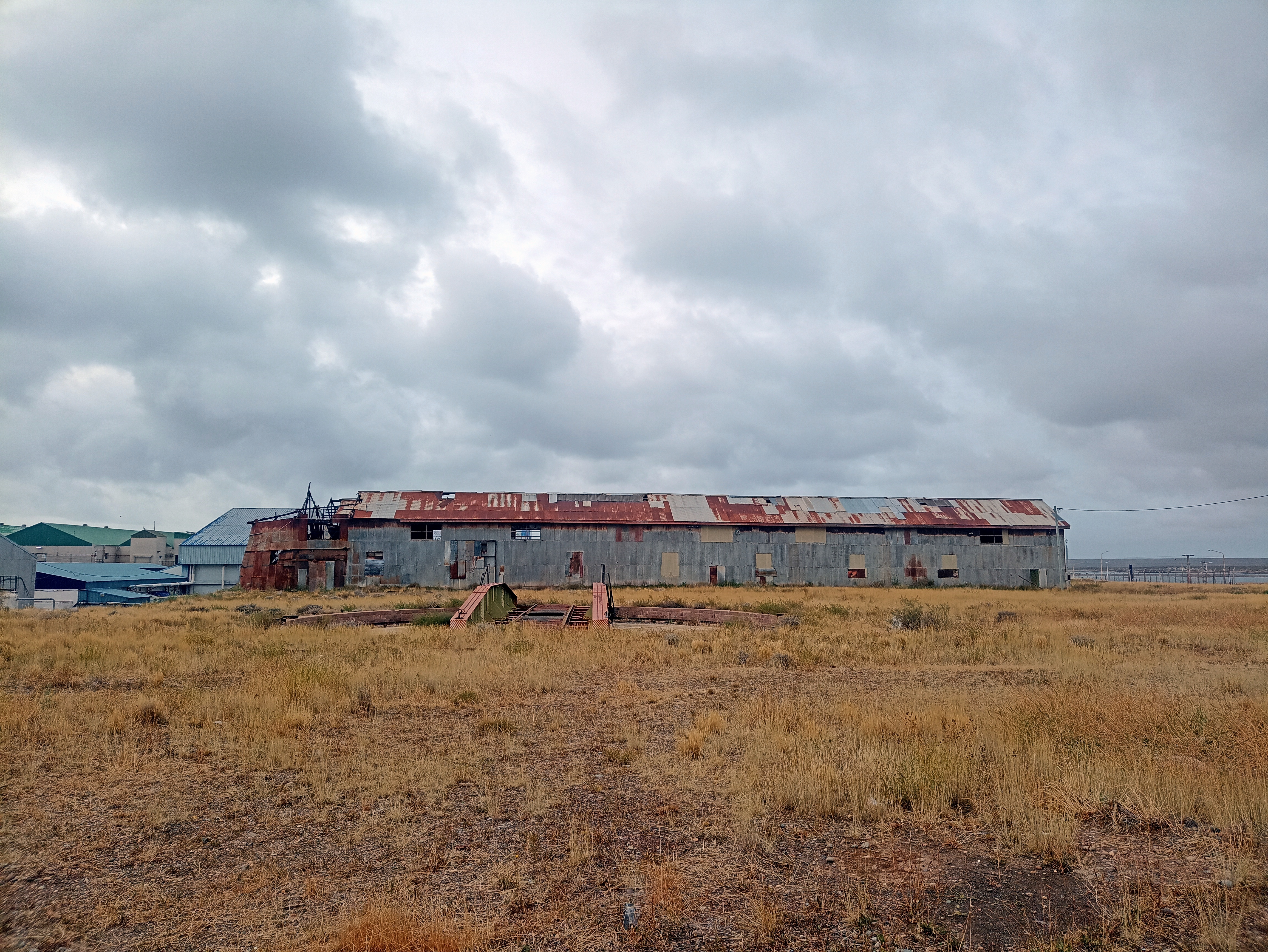
Galpón de los talleres parcialmente conservado.
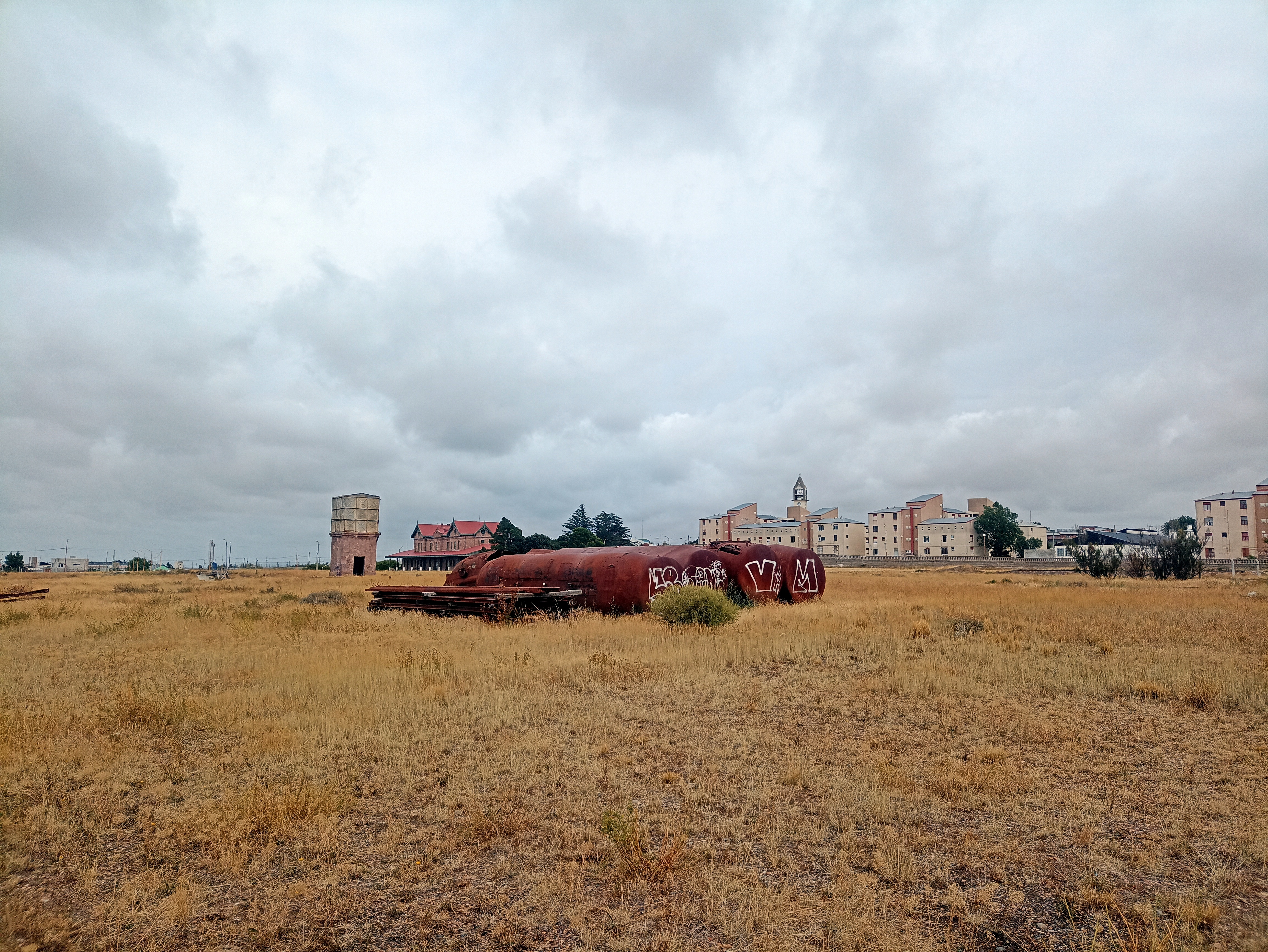
Vagones cisternas y rieles abandonados en la playa de maniobras de la estación.
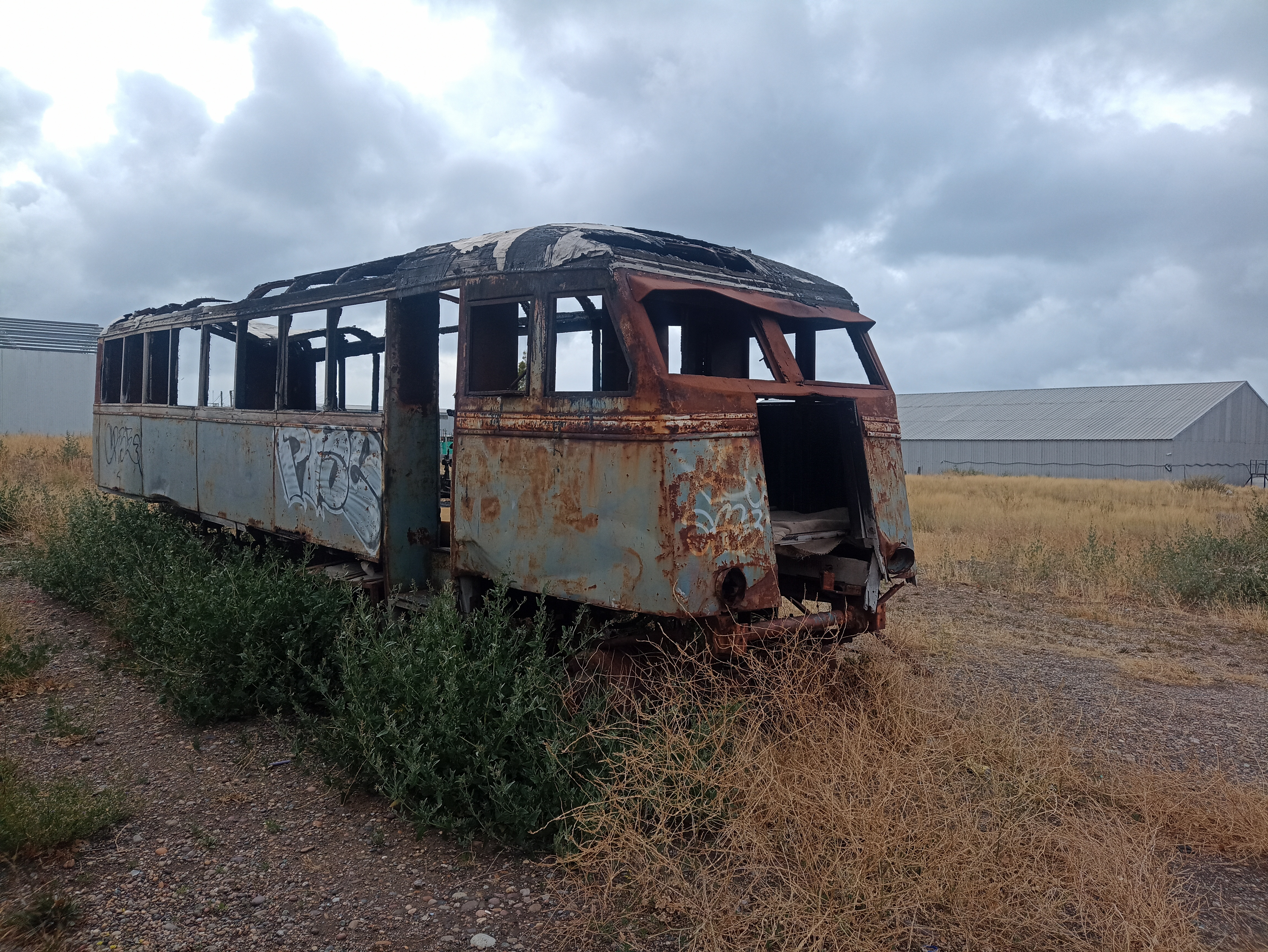
Ferrocar que en el pasado era conservado y expuesto en el andén de la estación completamente destruido por el vandalismo.
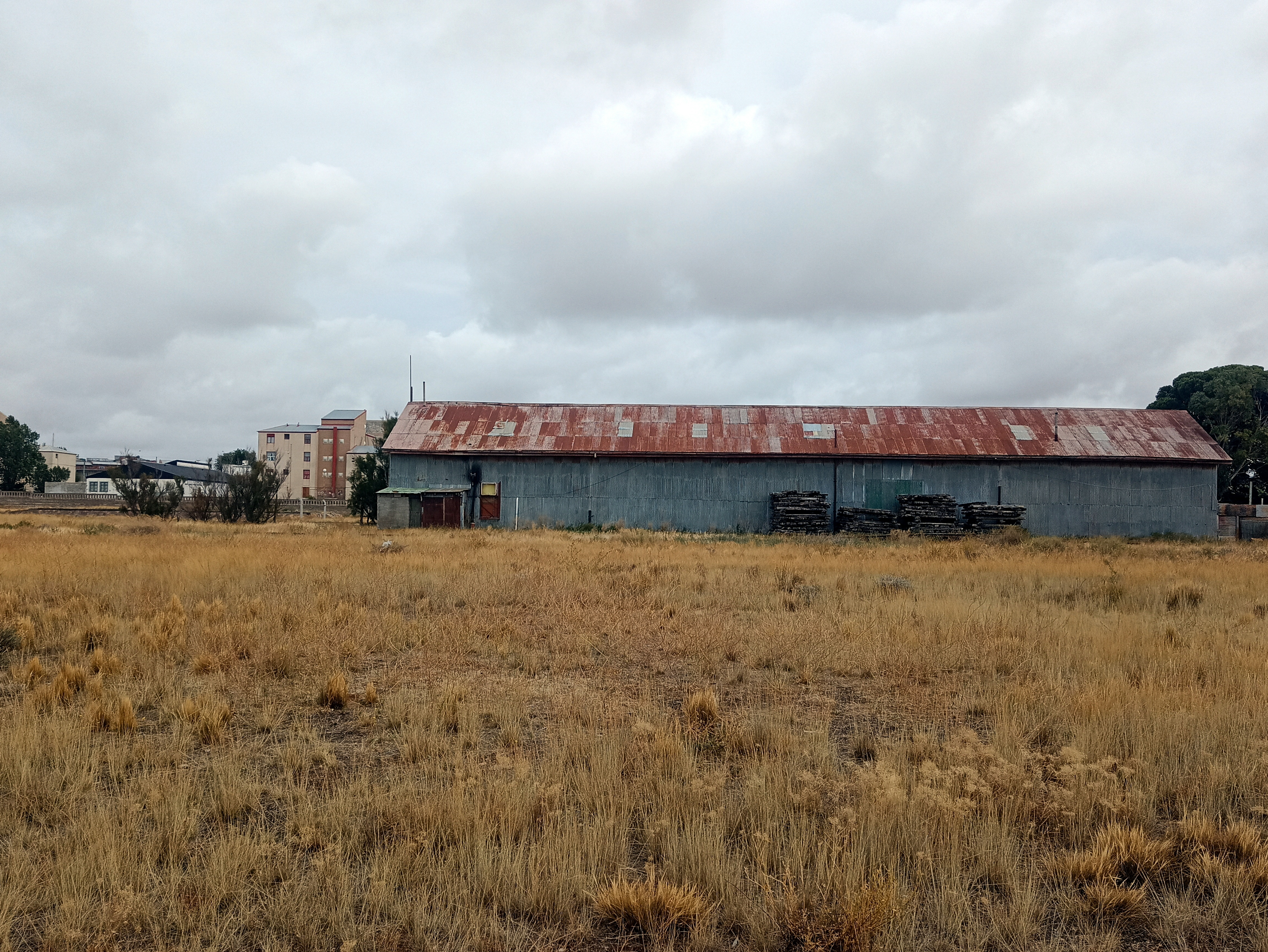
Galpón dedicado a vías y obras con durmientes y vías aun.
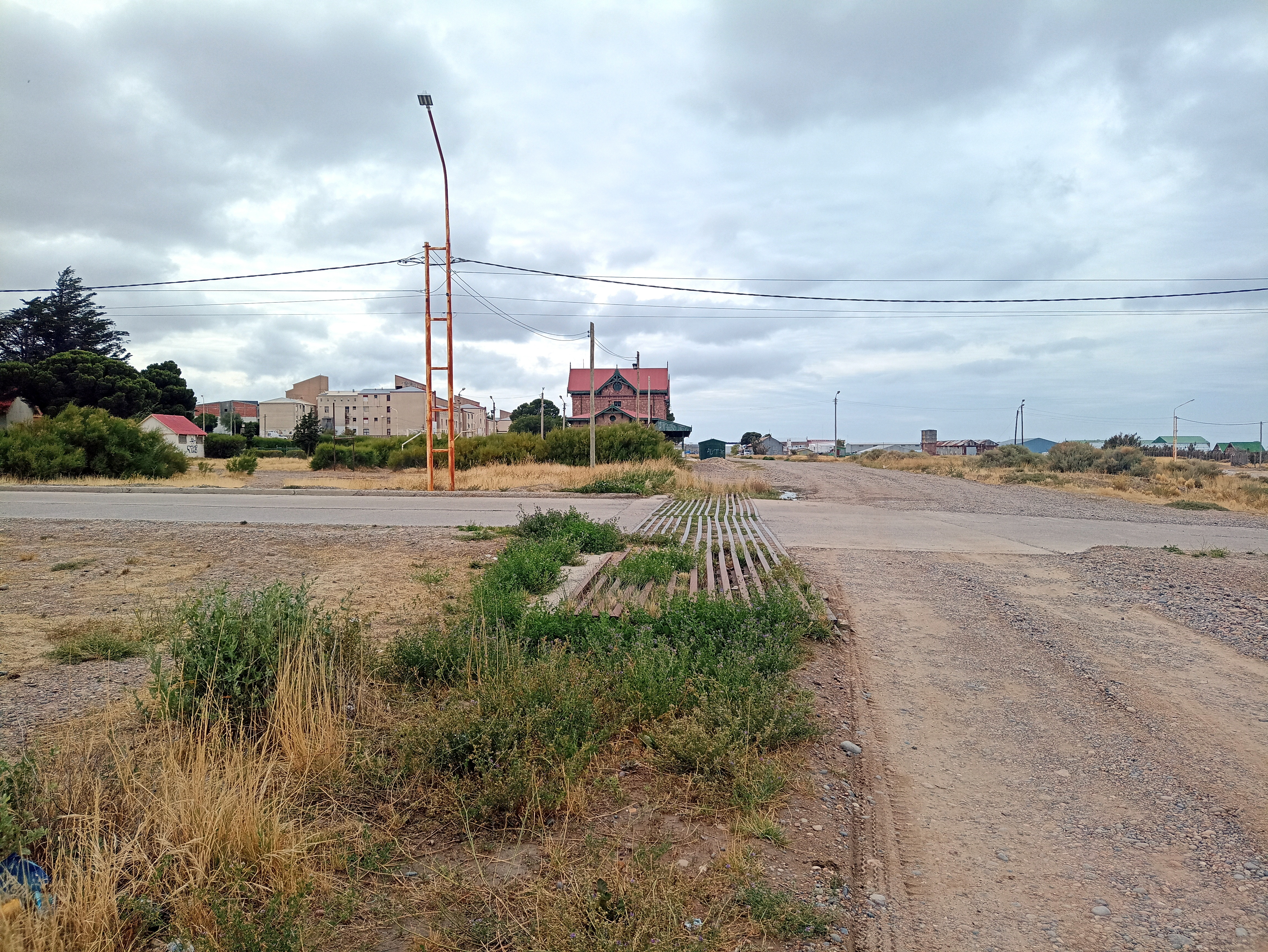
La vía hacia el ramal al muelle cortada en su inicio.
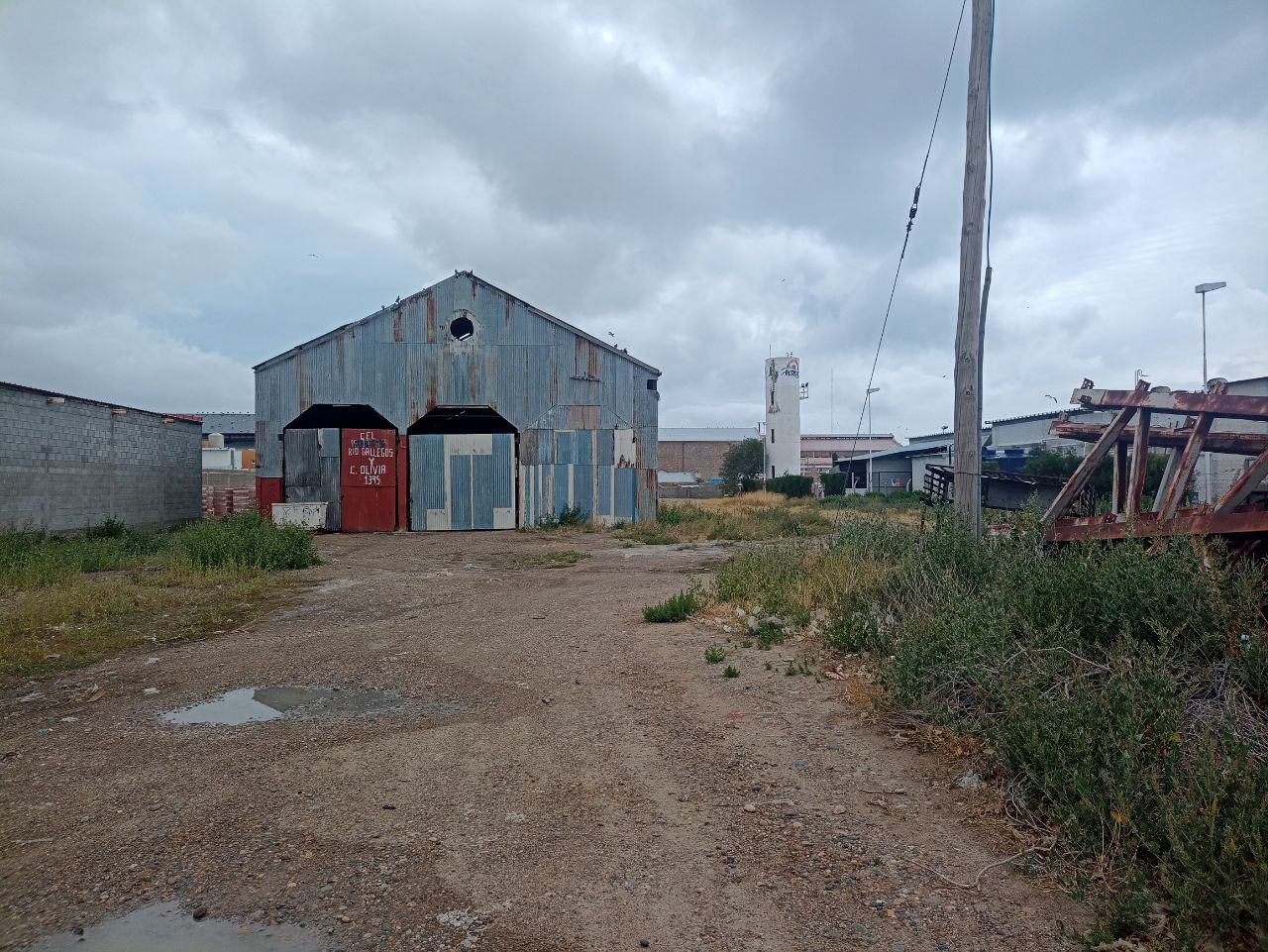
Galpón de locomotoras ocupado por particulares. Está en perfecto estado, pero sin vías y rodeado de instalaciones pesqueras privadas.
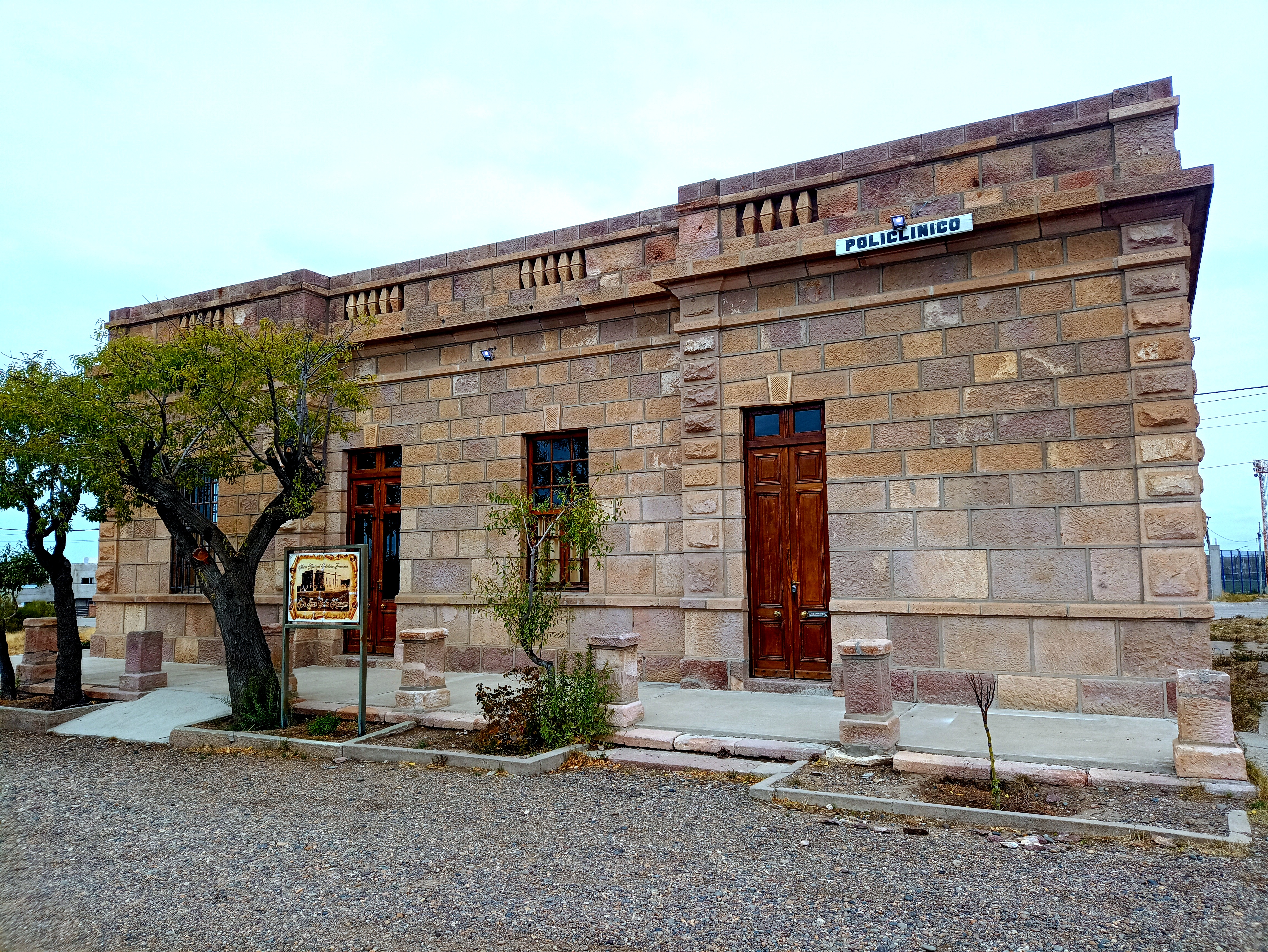
El policlínico histórico del ferrocarril convertido en museo a escasos metros de la estación matriz.
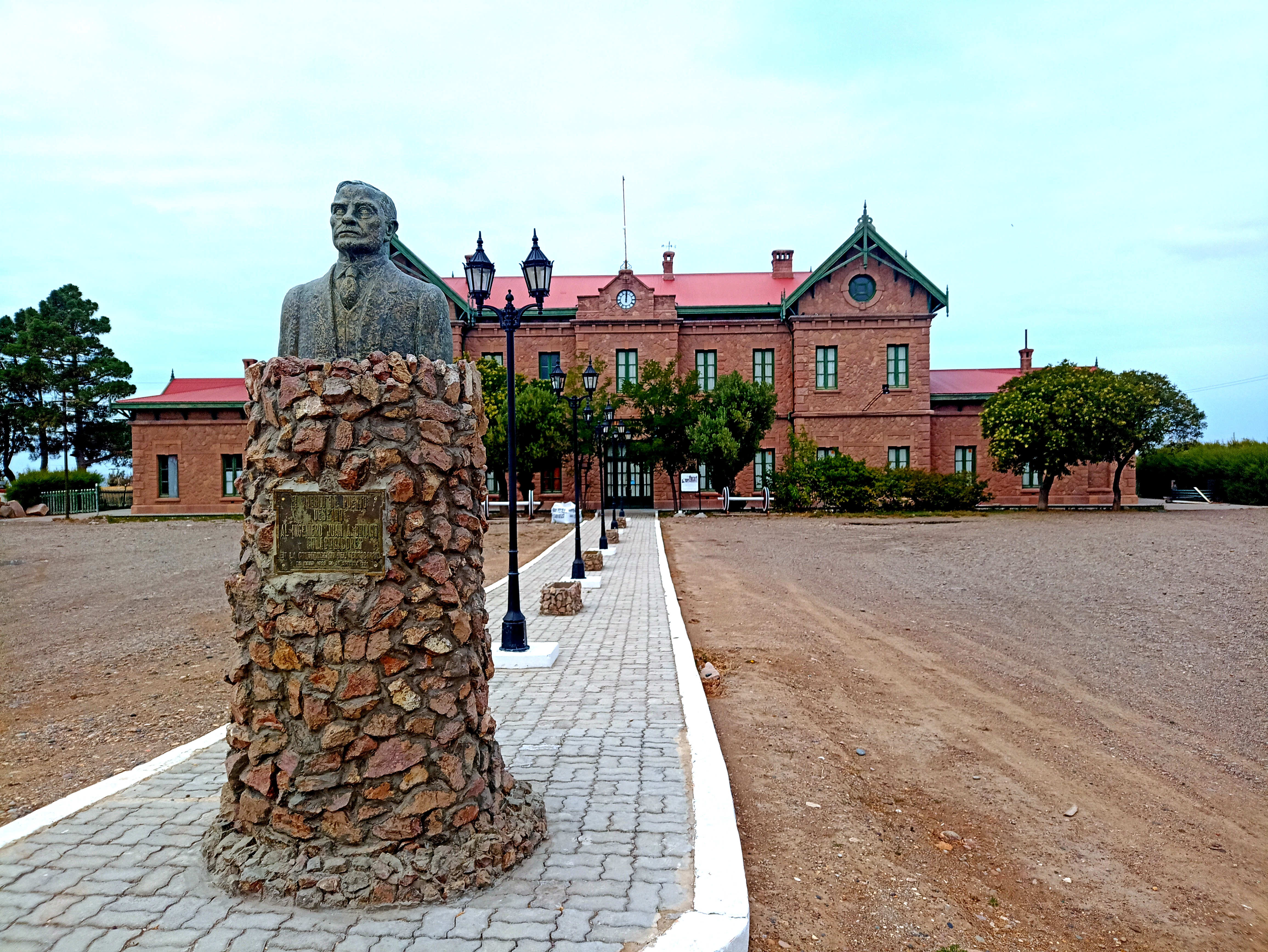
Monumento al ingeniero que dio vida al ferrocarril.
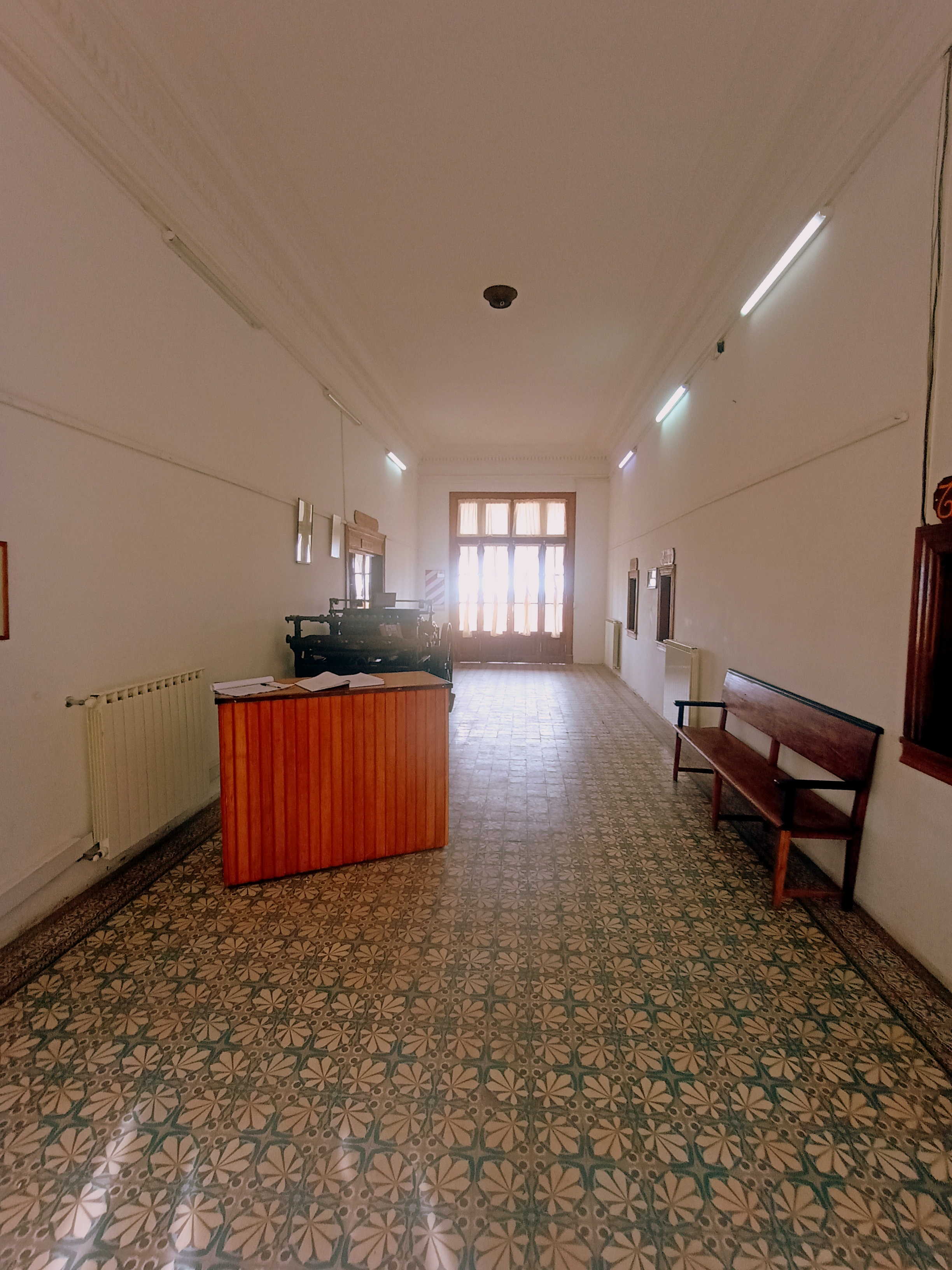
Planta baja de la estación convertida en dos museos y completamente restaurada.
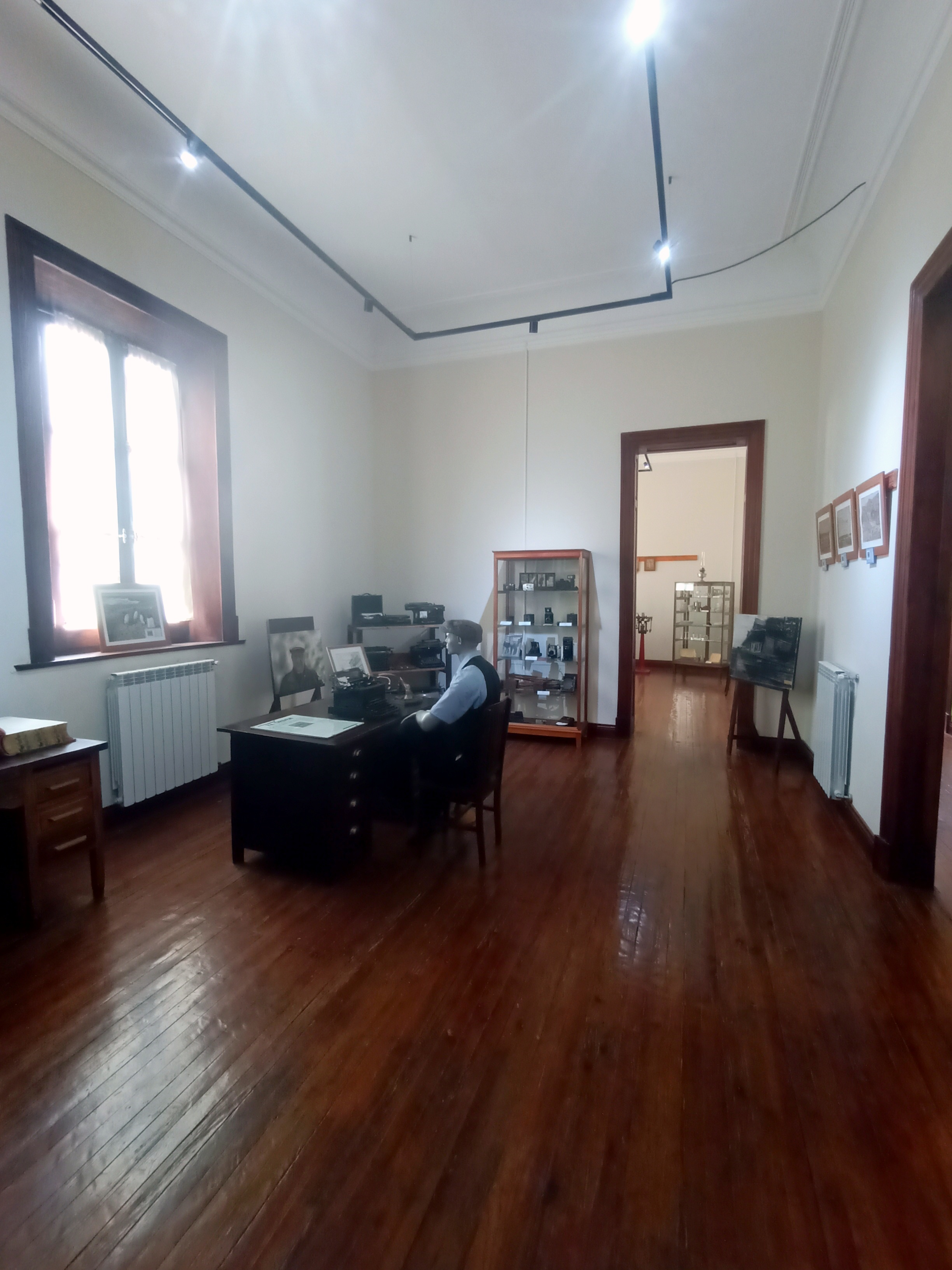
Primer piso de la estación convertido en museo del Pueblo i y completamente restaurado.
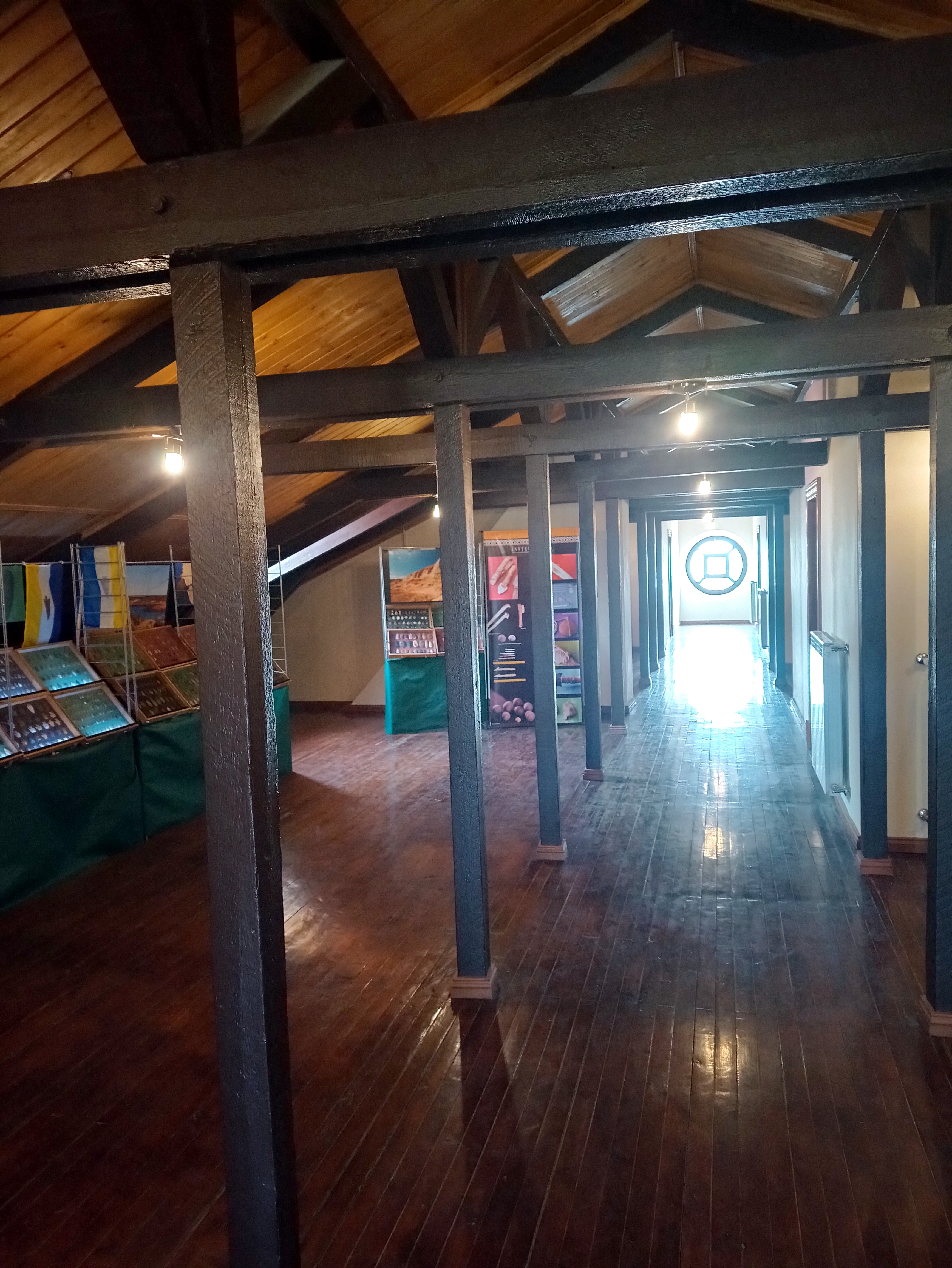
Segundo piso de la estación convertido en museo Del Puebloi y completamente restaurado en maderas y paredes.